# Torneo Quattro Nazioni Under-20 2002-2003
Questa fu la seconda edizione del Torneo Quattro Nazioni Under-20. Esso si disputò fra il 21 agosto del 2002 e il 28 maggio del 2003, e fu vinto per la seconda volta consecutiva dalla nazionale italiana vincendo tutti gli incontri giocati.

## Partecipanti
- Germania
- Inghilterra
- Italia
- Svizzera

## Svolgimento
Le quattro partecipanti si sono sfidate in un girone all'italiana di andata e ritorno, ottenendo punti al termine di ogni partita, così suddivisi:
- In caso di vittoria 3 punti alla squadra vincitrice e 0 punti alla squadra sconfitta;
- In caso di pareggio 1 punto a entrambe le squadre che si sono scontrate.

## Incontri
| Arbitro: | Racalbuco |

|                                     |           |            |
| Montandon 42’ Mikari 54’ Bühler 90’ | Marcatori | 47’ Radtke |

| Arbitro: | Scheppe |

|  |           |                          |
|  | Marcatori | 47’ 88’ Calaiò 75’ Mesto |

| Arbitro: | Leuba |

|            |           |                      |
| Radtke 43’ | Marcatori | 1’ Carter 50’ O'Neil |

| Arbitro: | Jansen |

|                           |           |                                                         |
| Chopra 17’ 62’ Carter 44’ | Marcatori | 25’ Piccolo 56’ Quagliarella 63’ 66’ Calaiò 75’ Donadel |

| Torre Annunziata 11 dicembre 2002                                  | Italia    | 2 – 1      | Germania | (1.500 spett.) |
| \| \| \| \| \| Calaiò 8’ Berardi 59’ \| Marcatori \| 12’ Rundio \| |           |            |          |                |
|                                                                    |           |            |          |                |
| Calaiò 8’ Berardi 59’                                              | Marcatori | 12’ Rundio |          |                |

| Arbitro: | Tombolini |

|  |           |                      |
|  | Marcatori | 44’ Weber 89’ Mikari |

| Arbitro: | Trefoloni |

|              |           |           |
| Tyson 8’ 60’ | Marcatori | 33’ Hanke |

| Arbitro: | Trautmann |

|              |           |          |
| Blunschi 27’ | Marcatori | 26’ Cole |

| Arbitro: | Rogalla |

|                              |           |                                           |
| Hanke 34’ 73’ Alex Meier 62’ | Marcatori | 9’ Ruopolo 66’ Quadri 67’ Pepe 87’ Quadri |

| Arbitro: | d'Urso |

|                                                                                |           |  |
| Quadri 8’ Pepe 15’ 86’ Calaiò 21’ 32’ Vianello 59’ Breviario 65’ Altobelli 72’ | Marcatori |  |

| Lucca 21 maggio 2003                                          | Italia    | 3 – 0 | Inghilterra | (1.400 spett.) |
| \| \| \| \| \| Pepe 22’ Bovo 26’ Mesto 68’ \| Marcatori \| \| |           |       |             |                |
|                                                               |           |       |             |                |
| Pepe 22’ Bovo 26’ Mesto 68’                                   | Marcatori |       |             |                |

| Friburgo in Brisgovia 28 maggio 2003                     | Germania  | 1 – 1        | Svizzera | (3.500 spett.) |
| \| \| \| \| \| Meier 25’ \| Marcatori \| Blunschi 89’ \| |           |              |          |                |
|                                                          |           |              |          |                |
| Meier 25’                                                | Marcatori | Blunschi 89’ |          |                |

## Classifica
| Squadra     | P.ti | G | V | P | S | RF | RS | DR  |
| ----------- | ---- | - | - | - | - | -- | -- | --- |
| Italia      | 18   | 6 | 6 | 0 | 0 | 25 | 7  | +18 |
| Svizzera    | 8    | 6 | 2 | 2 | 2 | 7  | 14 | -7  |
| Inghilterra | 7    | 6 | 2 | 1 | 3 | 8  | 13 | -5  |
| Germania    | 1    | 6 | 0 | 1 | 5 | 8  | 14 | -6  |